# 10月20日
10月20日是阳历一年中的第293天（闰年第294天），离全年的结束还有72天。

## 大事记

### 19世紀以前
- 1548年：玻利維亞首都拉巴斯建成。“拉巴斯”在西班牙语中是“和平”之意。
- 1600年：島左近率領的西軍在大垣城近郊杭瀨川（今岐阜縣大垣市）擊退由德川家康率領的東軍，史稱為杭瀨川之戰，此次戰役被視為關原之戰的前哨戰。
- 1626年：努尔哈赤第八子皇太极在沈阳登基，是为後金太宗(文皇帝)，年號天聰並開啟天聰新政的序幕。
- 1708年：在建築師克里斯多佛·雷恩主導下，因1666年倫敦大火而燒毀的聖保羅座堂重新修築完成。
- 1740年：神聖羅馬皇帝查理六世逝世後，其女兒瑪麗亞·特蕾莎繼任成為哈布斯堡君主國首位女大公。

### 19世紀
- 1803年：美國參議院批准由法國執政府財政部長巴貝馬霸侯爵（英语：François Barbé-Marbois）向國務卿李維頓提出關於販售法屬路易斯安那的《路易斯安那購地條約》。
- 1818年：美国和英国于伦敦签订《1818年条约》，确立以北纬49度线作为美国与英属北美两地间的边界。
- 1827年：英国、法国和俄罗斯在纳瓦里诺海战击败鄂图曼帝国和埃及，取得希腊独立战争关键胜利。
- 1853年：俄羅斯帝國入侵鄂圖曼土耳其帝國屬國瓦拉幾亞和摩爾達維亞引起鄂圖曼土耳其帝國、法蘭西第二帝國、大英帝國及薩丁尼亞王國聯軍的不滿，導致人類第一場近代化戰爭克里米亚战争（第九次俄土戰爭）爆發。
- 1883年：秘鲁按照《安孔條約》把塔拉帕卡大区割让给智利，智利亦將於硝石戰爭中征服的塔克納省和阿里卡省託管十年，之後由全民投票決定兩省命運，然從未舉行過全民公決。

### 20世紀
- 1923年：由中國共產主義青年團鄧中夏等人於上海發行提倡馬克思主義的《中国青年》創刊。
- 1929年：陈独秀因反对中国共产党在中东路事件中拥护苏联的政策而被开除党籍。
- 1944年：第二次世界大战：苏联红军和南斯拉夫游击队合作攻占贝尔格莱德。
- 1944年：第二次世界大战：由道格拉斯·麥克阿瑟領導的美國軍隊在雷伊泰島發動登陸攻勢，進而逐步解放菲律賓各地。
- 1944年：第二次世界大战：為使盟軍可在雷伊泰島的登陸，美國及澳大利亞聯軍於雷伊泰島外海與大日本帝國海軍聯合艦隊進行交戰，雷伊泰灣海戰爆發，此戰為世界上最後一次航母對戰和戰艦海戰，亦是大日本帝國第一次有組織地發動神風特攻隊自殺攻擊。
- 1944年：美国克利夫兰发生液化石油气爆炸事故，130余人死亡。
- 1945年：中華民國蒙古地方(外蒙古)發起由蒙古人民革命黨和蒙古人民共和國小呼拉爾主席團領導的公民投票,在結束後宣布独立為蒙古人民共和国。
- 1947年：麦卡锡主义：非美活动调查委员会开始对好莱坞进行调查，致使部分演职人员被迫离职。
- 1952年：英属肯亚爆发了由基庫尤人組織的肯雅國土自由軍所引起之茅茅起义。
- 1952年：南京航空航天大学创建。
- 1962年：中國人民解放軍向麥克馬洪線附近的印度軍隊發動攻勢，中印邊境戰爭爆發。
- 1968年：前美国第一夫人杰奎琳·肯尼迪改嫁希腊船王亚里士多德·奥纳西斯。
- 1973年：澳大利亚悉尼歌剧院建成，由英国女王伊丽莎白二世揭幕剪彩。
- 1990年：马来西亚举行第8届选举，投票结果以马哈迪·莫哈末领导的国民阵线获胜。
- 1992年：香港總督彭定康初次訪問北京。
- 1999年：江苏田湾核电站工程正式开工。

### 21世紀
- 2001年：亞太經合組織領導人非正式首腦會議在中國上海舉行，是「九一一事件」以來首次重要會議。
- 2003年：中国大陆的《中國電腦教育報》文章[1]介紹維基百科，這是中文媒體第一次正式報導維基百科。
- 2004年：中国河南大平煤矿发生瓦斯爆炸，148人死亡。
- 2005年：中国加入国际植物保护公约。
- 2009年：香港保安局正式設立外遊警示制度。
- 2011年：統一7-ELEVEn獅在中華職棒22年總冠軍賽擊敗Lamigo桃猿，獲得年度總冠軍。
- 2011年：利比亚前领导人穆阿迈尔·卡扎菲在全国过渡委员会所领导部队的清剿作战中遭连环枪击身亡，象征第一次利比亚内战的终结。
- 2015年：南韓女團TWICE出道。
- 2020年：美國國家航空暨太空總署的探測器OSIRIS-REx成功在小行星101955表面收集樣本。
- 2022年：英国首相莉茲·特拉斯宣布辞职，但在英国保守党决定新党魁前将会继续作为英国首相。
- 2023年：緬甸北部果敢電信詐騙園區「臥虎山莊」在轉移詐騙分子的過程中發生大規模屠殺事件，造成約70名中國公民遇害，其中有4人据称為中國公安臥底（后辟谣）。事件被認為是緬甸民族民主同盟軍向緬甸政府軍發動「1027行動」的導火索。

## 出生
- 1496年：吉斯公爵克洛德，法國貴族、將軍。（1550年逝世）
- 1632年：克里斯多佛·雷恩，英國建筑師。（1723年逝世）
- 1733年：杉田玄白，日本江戶時代蘭學醫生。（1817年逝世）
- 1792年：科林·坎貝爾，英國陸軍元帥，第一代克萊德男爵。（1863年逝世）
- 1819年：巴孛，波斯設拉子商人，巴比教的創立者，巴哈伊信仰三位中心人物之一。（1850年逝世）
- 1853年：安東貞美，日本大日本帝國陸軍上將，第6任臺灣總督。（1932年逝世）
- 1854年：阿蒂爾·蘭波，法國文學家、詩人。（1891年逝世）
- 1859年：約翰·杜威，美國哲学家。（1952年逝世）
- 1874年：查理斯·艾伍士，美國音樂家。（1954年逝世）
- 1882年：馬克西米利亞諾·赫南德茲·馬丁內茲，薩爾瓦多政治人物，第30任薩爾瓦多總統。（1966年逝世）
- 1887年：朝香宮鳩彥王，日本皇族、軍人。（1981年逝世）
- 1888年：賈乃錫，英國陸軍將領（1971年逝世）
- 1891年：詹姆斯·查兌克，英國物理學家，1932年諾貝爾物理學獎得主（1974年逝世）
- 1904年：葉公超，中華民國外交部長、外交家。（1981年逝世）
- 1906年：坂口安吾，日本小說家。（1955年逝世）
- 1910年：陳鲤庭，中國剧家、電影導演、電影理论家（2013年逝世）
- 1917年：斯特凡·埃塞爾，法國外交官、作家（2013年逝世）
- 1921年：寒春，美國核物理學家。（2010年逝世）
- 1928年：李鹏，中共中央政治局常委、國务院總理、全國人大常委会委員長。（2019年逝世）
- 1934年：莫琳·克里夫，英國記者。（2021年逝世）
- 1934年：美智子上皇后，日本第125代天皇明仁的皇后，為日本第一位平民出身的皇后。
- 1940年：李肇星，中國外交官。
- 1946年：艾爾弗雷德·耶利內克，奧地利猶太裔小說家、劇作家、詩人。
- 1947年：拿督斯里哈迪阿旺，马来西亚伊斯兰党主席。
- 1948年：羅樂林，香港男演員。
- 1949年：瓦列里·博爾佐夫，烏克蘭男子短跑運動員、體育政治人物，曾任國際奧委會委員。
- 1950年：克里斯·加農，美國政治人物，曾任猶他州聯邦眾議員。（2024年逝世）
- 1954年：傅聲，香港電影演員。（1983年逝世）
- 1954年：克劳迪奥·拉涅利，意大利足球領隊。
- 1956年：丹尼·鮑伊，英國電影導演、製片人。
- 1957年：鞏漢林，中國男演員。
- 1958年：史考特·霍爾，美國職業摔角選手。（2022年逝世）
- 1958年：陳秀珠，香港女演員。
- 1960年：季青，臺灣政治漫畫家。
- 1960年：帕維爾·格魯季寧，俄羅斯政治人物。
- 1961年：，威爾斯職業足球運動員。
- 1962年：王傑，台灣男歌手、音樂製作人。
- 1964年：查爾斯·哈拉克，美國商人。（2015年逝世）
- 1964年：賀錦麗，美國律師、政治人物，第49任美國副總統。
- 1967年：黃智賢，香港男演員。
- 1967年：魏駿傑，香港男演員。
- 1967年：吳婉芳，香港女歌手。
- 1967年：李健和，香港足球運動員。
- 1968年：拿督魏家祥博士，马来西亚交通部长兼马华第十一任总会长。
- 1970年：王賢誌，香港男藝人。
- 1971年：吉永史，日本漫畫家。
- 1971年：遠近孝一，日本男性聲優。
- 1971年：史努比狗狗，美國饒舌歌手。
- 1971年：艾迪·瓊斯，美國職業籃球運動員。
- 1976年：陳志康，香港足球運動員。
- 1977年：洪玛奈，柬埔寨政治人物，現任柬埔寨首相。
- 1979年：約翰·卡拉辛斯基，美國男演員、導演、製片人、編劇。
- 1979年：納吉絲·法赫利，美國女藝人。
- 1980年：李崗霖，台灣男歌手。
- 1980年：彭曉彤，台灣女演員。
- 1980年：李運慶，台灣男演員。
- 1983年：山田孝之，日本男演員。
- 1987年：何以奇，台灣女演員。
- 1988年：蔡小潔，台灣女藝人。
- 1988年：馬龍，中國男子乒乓球運動員。
- 1988年：新垣里沙，日本女歌手、早安少女組成員。
- 1988年：坎蒂絲·史汪尼普，南非女模特兒。
- 1990年：蔡慧欣，香港女藝人。
- 1992年：BM，韓國男女混聲團體KARD成員。
- 1993年：奧列克西·梅斯，烏克蘭戰鬥機飛行員。（2024年逝世）
- 1994年：許魏洲，中國男藝人。
- 1996年：梁靖崑，中國男子乒乓球運動員。
- 1996年：太一，中國男歌手、音樂製作人。
- 1996年：安東尼·西尼蘇卡·金廷，印尼男子羽球運動員。
- 1997年：前田大然，日本職業足球運動員。
- 1997年：安德烈·魯布列夫，俄羅斯網球運動員。
- 1998年：ReoNa，日本女歌手。
- 1999年：邢晗銘，中國女歌手。
- 1999年：Chuu，韓國女子偶像團體本月少女成員。
- 1999年：埃馬努伊爾·卡拉利斯，希臘男子田徑運動員。
- 2003年：尹浩宇，中國男子偶像團體INTO1成員。
- 2003年：卡爾尼·楚克維梅卡，英格蘭職業足球運動員。
- 2004年：相川奏多，日本女性聲優。
- 2004年：金桐儇，韓國男子偶像團體BOYNEXTDOOR成員。
- 2004年：安卡·托多尼，羅馬尼亞職業網球運動員。

## 逝世
- 前681年：辛那赫里布，亞述國王。（約前745年出生）
- 972年：空也，日本平安時代僧人。（903年出生）
- 1740年：查理六世，神聖羅馬皇帝。（1685年出生）
- 1758年：查爾斯·斯賓塞，英國貴族、政治家、軍人，第三代馬爾博羅公爵。（1706年出生）
- 1870年：麥可·威廉·巴爾夫，愛爾蘭作曲家。（1808年出生）
- 1900年：納伊姆·弗拉舍里，阿爾巴尼亞詩人、歷史學家、革命家。（1846年出生）
- 1936年：安·沙利文，美國知名女作家海倫·凱勒的人生啟蒙老師。（1866年出生）
- 1944年：法蘭西斯·魏，華裔美國陸軍上尉。（1917年出生）
- 1945年：蘭斯洛特·亞歷山大·巴拉代爾，英國動物學家。（1872年出生）
- 1964年：赫伯特·胡佛，第31任美国总统。（1874年出生）
- 1966年：劉永濟，中國作家、古典文學家。（1887年出生）
- 1967年：吉田茂，日本政治人物，第48至51任內閣總理大臣。（1878年出生）
- 1972年：哈罗·沙普利，美國天文學家。（1885年出生）
- 1982年：華里士，英國軍官。（1896年出生）
- 1984年：保罗·狄拉克，英国物理学家。（1902年出生）
- 1987年：安德雷·柯爾莫哥洛夫，俄羅斯數學家。（1903年出生）
- 1994年：謝爾蓋·邦達爾丘克，蘇聯電影導演、劇作家、演員。（1920年出生）
- 2011年：，利比亞革命警衛隊上校，利比亞綠色革命精神領袖，前任利比亞實際最高領導者、非洲聯盟主席。（1942年出生）
- 2013年：勞倫斯·克萊因，美國經濟學家，1980年諾貝爾經濟學獎得主。（1920年出生）
- 2016年：肝付兼太，日本男性聲優。（1935年出生）
- 2016年：田部井淳子，日本登山家，世界上首位登上聖母峰的女性。（1939年出生）
- 2018年：岳華，香港男演員。（1942年出生）
- 2018年：郭炳湘，前新鴻基集團及帝國集團董事會主席。（1950年出生）
- 2021年：米哈里·契克森，匈牙利裔美國心理學家。（1934年出生）
- 2022年：安東·唐契甫，保加利亞作家、編劇。（1930年出生）
- 2023年：中庸助（日语：中庸助），日本演員及配音員。（1930年出生）
- 2024年：聂華苓，中國作家。（1925年出生）
- 2024年：董枝明，中國古生物學家。（1937年出生）
- 2024年：法圖拉·居連，土耳其穆斯林學者。（1941年出生）

## 节假日和习俗
- 世界骨质疏松日
- 世界統計日（英语：World Statistics Day）
- 世界厨师日
- 國際樹懶日
- 越南：妇女节
- ：甘耶達日
- 中華民國：厨师節
- ：革命紀念日